# Volba předsednictva České pirátské strany 2022
Volba předsednictva České pirátské strany 2022 se konala 8. ledna 2022 v online prostoru. Volby následovaly po neuspokojivém výsledku strany v parlamentních volbách v roce 2021. Znovuzvolen byl Ivan Bartoš, který ve druhém kole porazil senátora Lukáše Wagenknechta.

## Pozadí
Českou pirátskou stranu vede od roku 2016 Ivan Bartoš. Pod jeho vedením se po sněmovních volbách v roce 2017 stala stranou s třetím největším zastoupením v Poslanecké sněmovně Parlamentu České republiky se ziskem 22 mandátů a Bartoš stranu vedl do voleb v roce 2021, kterých se strana účastnila v rámci koalice Piráti a Starostové. Kvůli preferenčním hlasům pro kandidáty hnutí STAN získali Piráti pouze 4 mandáty z 37 mandátů, které koalice získala. Po volbách část členské základny vyzvala Bartoše k rezignaci. Piráti se i přes nízký počet poslanců dostali do vzniklé vlády Petra Fialy a obsadili svými kandidáty tři ministerstva.
Dne 13. prosince 2021 oznámil kandidaturu na předsedu strany senátor Lukáš Wagenknecht, který uvedl, že situace ve straně není dobrá, neboť se z ní stává „submisivní politický doplněk s pouhými 4 poslanci“. Vyjádřil obavu, že neúspěch ve sněmovních volbách v roce 2021 by se mohl opakovat i v komunálních volbách v roce 2022. Sám Bartoš v tu dobu uvedl, že se ještě nerozhodl, zda bude kandidovat na další období, nakonec svou kandidaturu oznámil 16. prosince 2021. Během oznámení přiznal, že nese část viny na špatném výsledku strany ve sněmovních volbách, ale vyjádřil přesvědčení, že „i přes těžkou situaci bude strana zkušenější a bude silnější“. Svůj záměr kandidovat oznámily také Jana Kolaříková a Jana Michailidu. V té době se o funkci ucházela také předsedkyně Výboru pro sociální politiku hlavního města Prahy Eva Horáková, později oznámil svou kandidaturu David Witosz, který uvedl, že Pirátská strana by se neměla stát stranou jednoho muže. Dne 3. ledna 2022 bylo oznámeno, že oficiálními kandidáty jsou Bartoš, Michailidu, Wagenknecht a Witosz.
Michailidu si získala pozornost médií, když se v rozhovoru označila za „demokratickou komunistku“. Michailidu získala sedm nominací krajských skupin strany, Bartoš čtyři, Wagenknecht tři a Witosz jednu. O místopředsednické posty mělo zájem téměř 20 kandidátů.

## Volby
Volby probíhaly i kvůli pandemii koronaviru v online prostoru přes aplikaci Jitsi. Kandidáti své projevy přednášeli před zeleným plátnem ze studia v Pardubicích. Sněm začal zdravicí premiéra Petra Fialy (ODS), zdravici zaslal i předseda hnutí STAN Vít Rakušan.

## Kandidáti
- Ivan Bartoš, dosavadní lídr a ministr pro místní rozvoj
- Jana Michailidu, členka republikového výboru
- Lukáš Wagenknecht, senátor
- David Witosz, místostarosta městského obvodu Moravská Ostrava a Přívoz

### Oznámili kandidaturu, ale nezúčastnili se
- Eva Horáková, členka pražského zastupitelstva
- Jana Kolaříková, místopředsedkyně jihočeské pobočky Pirátů

## Výsledky

### Volby předsedy
Do druhého kola volby postoupil Ivan Bartoš a Lukáš Wagenknecht. Předsedou se nakonec stal dosavadní předseda strany Bartoš.
| Kandidát/ka       | První kolo | Druhé kolo |
| ----------------- | ---------- | ---------- |
| Ivan Bartoš       | 728        | 662        |
| Lukáš Wagenknecht | 484        | 265        |
| David Witosz      | 355        | –          |
| Jana Michailidu   | 285        | –          |

### Předsednictvo
Prvním místopředsedou byl zvolen Marcel Kolaja, další místopředsednické posty obsadili první náměstkyně hejtmana Vysočiny Hana Hajnová, zastupitelka Prahy 21 Blanka Charvátová a bývalý poslanec Martin Jiránek.

## Reakce
Místopředsedkyně Poslanecké sněmovny za Piráty Olga Richterová na Twitteru pogratulovala Ivanu Bartošovi ke znovuzvolení a prohlásila, že si Piráti zvolili pokračování liberální a středové politiky. Ivanu Bartošovi pogratulovali předsedové a předsedkyně všech vládních stran. Markéta Pekarová Adamová (TOP 09) na Twitteru uvedla, že je ráda, že „uspěl kandidát, který zná rozdíl mezi demokratickou a nedemokratickou levicí“.